# Bismutwolframat
Bismutwolframat ist eine anorganische chemische Verbindung aus der Gruppe der Wolframate.

## Gewinnung und Darstellung
Bismutwolframat kann durch Reaktion von Natriumwolframat mit Bismut(III)-chlorid und Natriumchlorid oder durch Reaktion von Bismut(III)-oxid mit Wolframtrioxid gewonnen werden.
{\displaystyle \mathrm {2\ BiCl_{3}+3\ Na_{2}WO_{4}\ \longrightarrow {}\ Bi_{2}(WO_{4})_{3}\downarrow +6\ NaCl} }
{\displaystyle \mathrm {Bi_{2}O_{3}+3\ WO_{3}\ \longrightarrow {}\ Bi_{2}(WO_{4})_{3}} }

## Eigenschaften
Bismutwolframat ist ein geruchloser gelblicher Feststoff, der praktisch unlöslich in Wasser ist. Die Verbindung kommt in zwei Modifikationen vor und besitzt entweder eine grau grüne monokline oder weiße tetragonale Kristallstruktur. Zu beachten ist, das noch zwei weitere Bismutwolframate bekannt sind (3 Bi2O3·WO3, Schmelzpunkt 1011 °C und Bi2O3·WO3, Schmelzpunkt 1064 °C).

## Verwendung
Bismutwolframat wird als Fotokatalysator, der im sichtbaren Licht wirksam ist, eingesetzt.